# Dan Levy (acteur)
Dan Levy (Toronto, Ontario, 9 augustus 1983) is een Canadees acteur, schrijver, regisseur en producer. 

## Biografie
Levy werd geboren in Toronto en is de zoon van acteur Eugene Levy en Deborah Divine. Zijn vader is van joods afkomst, zijn moeder is protestant. Hij heeft ook een jongere zus, Sarah Levy, die ook actrice is. 
Hij begon zijn carrière als presentator bij MTV Canada in 2006 en bleef tot 2011 voor de zender werken. In 2009 acteerde hij voor het eerst in vier afleveringen van Degrassi: The Next Generation. In 2013 richtte hij samen met zijn vader het bedrijf Not a Real Company Productions op. Hun eerste project was een pilootaflevering voor CBC wat uiteindelijk resulteerde in Schitt's Creek. Hierin speelt hij de panseksuele David Rose. Zijn vader Eugene speelt ook in de serie zijn vader John en ook zijn zus Sarah speelt mee, zij het niet als familielid, maar als serveerster Twyla Sands.
Nadat Schitt's Creek na enkele seizoenen op Netflix gezet werd brak het internationaal door. In 2019 werd de serie genomineerd voor een Emmy voor beste komedieserie. Datzelfde jaar maakte hij bekend dat de serie voor een zesde en laatste seizoen hernieuwd werd. Het laatste seizoen werd in 2020 de grote overwinnaar bij de Emmy's en kaapte 15 nominaties weg. Levy won de Emmy voor beste serie, mannelijke bijrol, schrijver en regisseur. Bovendien werd de serie de eerste serie die de vier grote acteerprijzen binnen haalde en Levy werd ook de eerste persoon die in alle vier de belangrijkste categorieën de prijs won.
In 2023 speelde Levy de rol tourgids Vic in de Disney film Haunted Mansion. In 2025 speelde Levy de rol van Jules in de film Smurfs.

## Awards en Nominaties
| Jaar | Prijs                | Categorie                                                      | Titel          | Resultaat   |
| ---- | -------------------- | -------------------------------------------------------------- | -------------- | ----------- |
| 2019 | Primetime Emmy Award | Beste komedieserie                                             | Schitt's Creek | Gewonnen    |
| 2020 | Primetime Emmy Award | Beste komedieserie                                             | Schitt's Creek | Gewonnen    |
| 2020 | Primetime Emmy Award | Beste mannelijke bijrol in een komedieserie                    | Schitt's Creek | Gewonnen    |
| 2020 | Primetime Emmy Award | Beste regie voor een komedieserie (aflevering Happy Ending)    | Schitt's Creek | Gewonnen    |
| 2020 | Primetime Emmy Award | Beste scenario voor een komedieserie (aflevering Happy Ending) | Schitt's Creek | Gewonnen    |
| 2021 | Golden Globe         | Beste komedie- of musicalserie                                 | Schitt's Creek | Gewonnen    |
| 2021 | Golden Globe         | Beste mannelijke bijrol in een serie, miniserie of tv-film     | Schitt's Creek | Genomineerd |